# Danske Statsbaner
DSB, una abreviatura de Danske Statsbaner (Ferrocarriles Estatales Daneses), es la empresa operadora de trenes más grande de Dinamarca y también la más grande de Escandinavia. Aunque DSB es responsable del transporte de pasajeros en la mayoría de los ferrocarriles daneses, el transporte de mercancías y el mantenimiento de las vías férreas no son de su competencia. DSB opera un sistema de tren de cercanías, llamado S-tog, en el área alrededor de la capital danesa, Copenhague, que conecta las diferentes áreas y barrios en la gran área metropolitana.
DSB fue fundada en 1885 cuando las empresas estatales De jysk-fynske Statsbaner y De sjællandske Statsbaner se fusionaron.

## Historia
El 1 de septiembre de 1867, el estado danés compró Det danske Jernbane-Driftsselskab (La compañía operadora de los ferrocarriles daneses), la empresa ferroviaria más grande de Jutlandia y Fionia, y por consiguiente, se formó De jysk-fynske Statsbaner (Los ferrocarriles estatales  de Jutlandia y Fionia).
El estado danés compró Det sjællandske Jernbaneselskab (La compañía de ferrocarriles de Selandia) el 1 de enero de 1880, formando De sjællandske Statsbaner (Los ferrocarriles estatales de Selandia). Así, con la mayoría de las vías férreas de ambos lados del Gran Belt propiedad del estado danés, no fue hasta el 1 de octubre de 1885 que las compañías de Jutlandia/Fionia y Selandia se fusionaron en una empresa ferroviaria estatal, De danske Statsbaner (Los ferrocarriles estales daneses), siendo finalizada la fusión el 1 de abril de 1893.

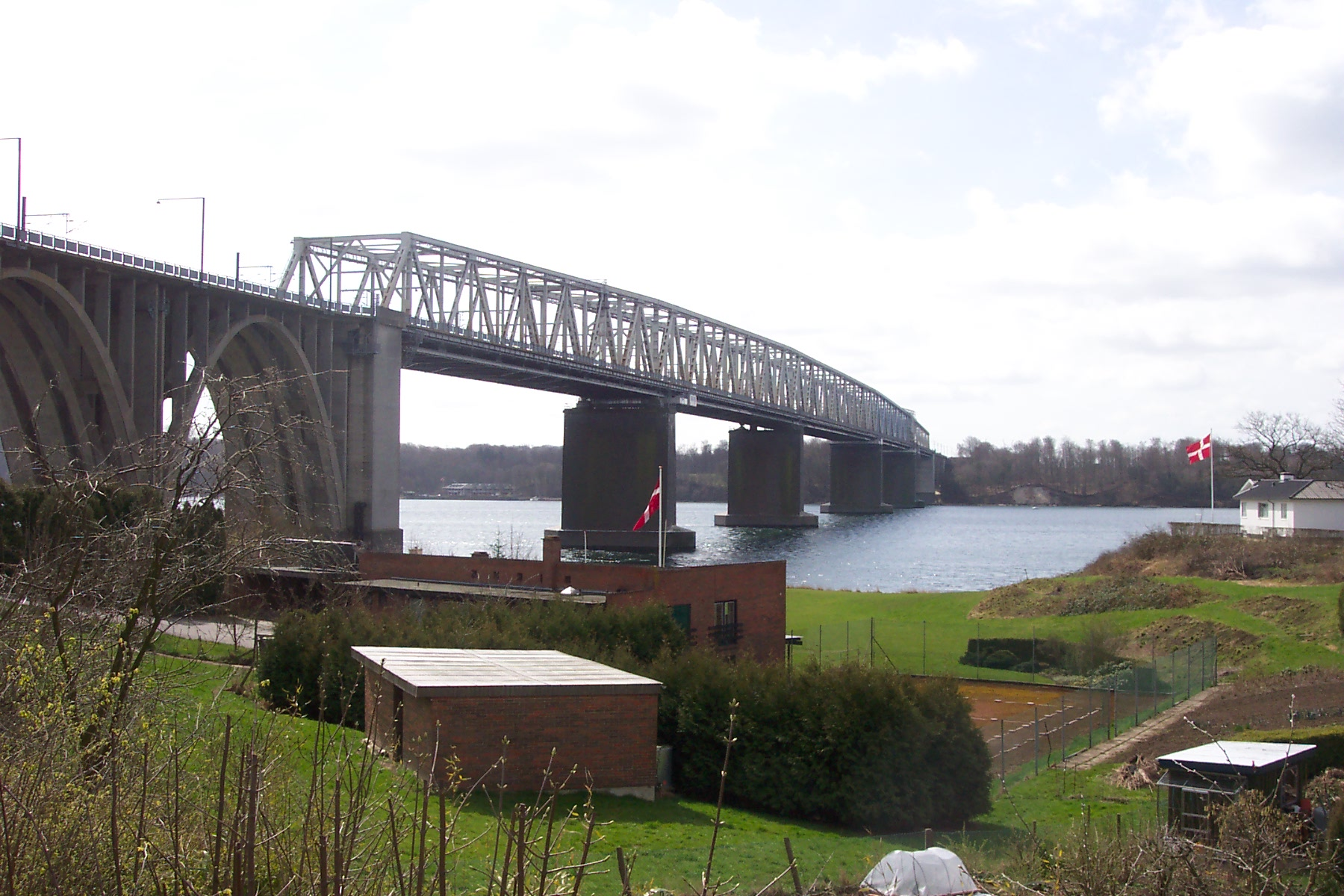
El primer puente del Pequeño Belt fue abierto en 1935.

Coincidiendo con la apertura del puente del Pequeño Belt en 1935, DSB presentó su nuevo concepto de tren expreso conocido como lyntog ('tren relámpago'). Estos trenes con motores diesel presentaban una velocidad máxima entonces impresionante de 120 km/h así como un alto nivel de confort, y resultaron ser la iniciativa comercial más exitosa de DSB durante los años 1930.
La Segunda Guerra Mundial dejó a DSB con una flota de trenes obsoletos y gastados, y aunque el uso de locomotoras motorizadas y unidades múltiples diésel estaba comenzando lentamente para prevalecer durante los años 1920 y 1930, los trenes diésel no podían satisfacer inmediatamente las necesidades de fuerza de arrastre. Así, no fue hasta mediados de los años 1950 que las locomotoras diésel se afianzaron realmente en DSB.
Las locomotoras diésel de la clase MY de DSB, entregadas por NOHAB desde 1954, resultaron ser muy fiables y económicamente viables comparadas con las locomotoras de vapor y pusieron finalmente fin a la era del vapor así como también fueron un factor decisivo en la elección por parte de DSB como fuerza motriz durante casi tres décadas.

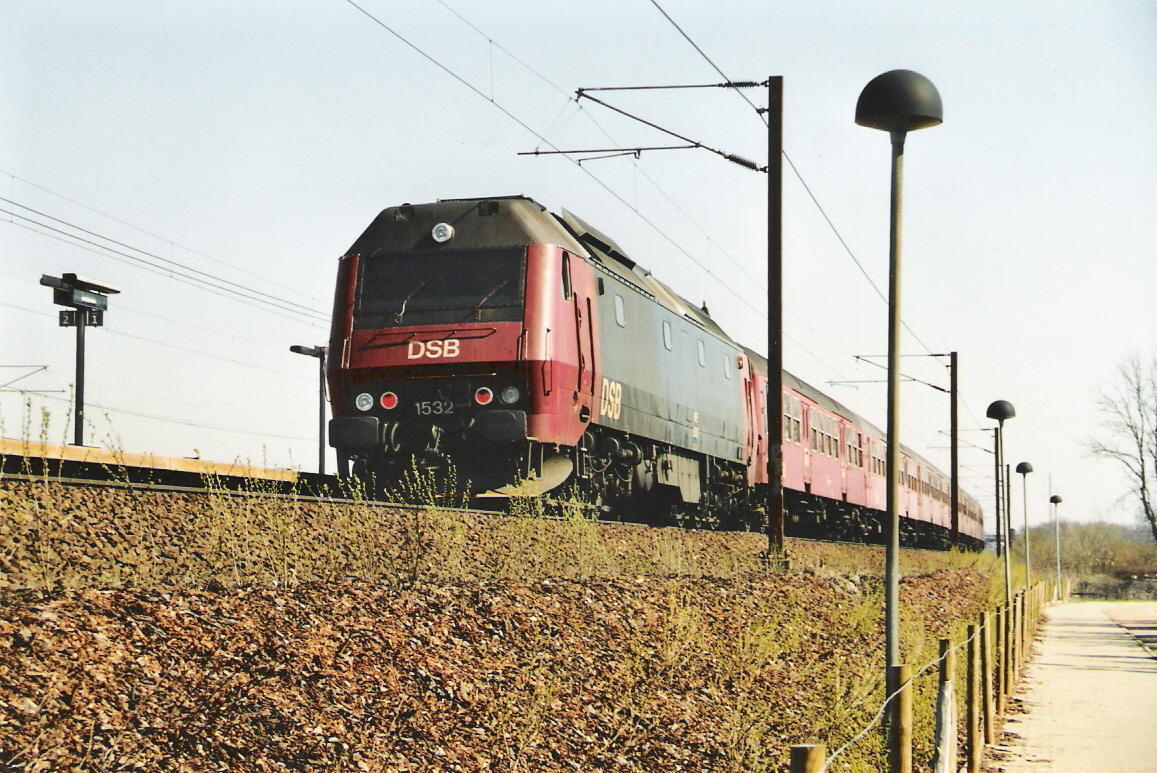
Tren de pasajeros mostrando el diseño rojo/negro presentado en 1972.

Los años 1960 estuvieron marcados por una economía cada vez más pobre para DSB, llevando a una reducción constante de plantilla a lo largo de la década. Sin embargo, esto estuvo también acompañado por la aparición de nueva tecnología, notablemente la utilización de equipos electrónicos, mejorando la seguridad y la eficiencia del tráfico ferroviario de DSB. En 1972, junto con la celebración del 125.º aniversario de los ferrocarriles en Dinamarca, DSB presentó un nuevo diseño principalmente en rojo (con los vagones de motores de las locomotoras pintados en negro), reemplazando el diseño tradicional granate con símbolos de ruedas con alas en amarillo. La posición de DSB se intensificó aún más por la crisis del petróleo de 1973.

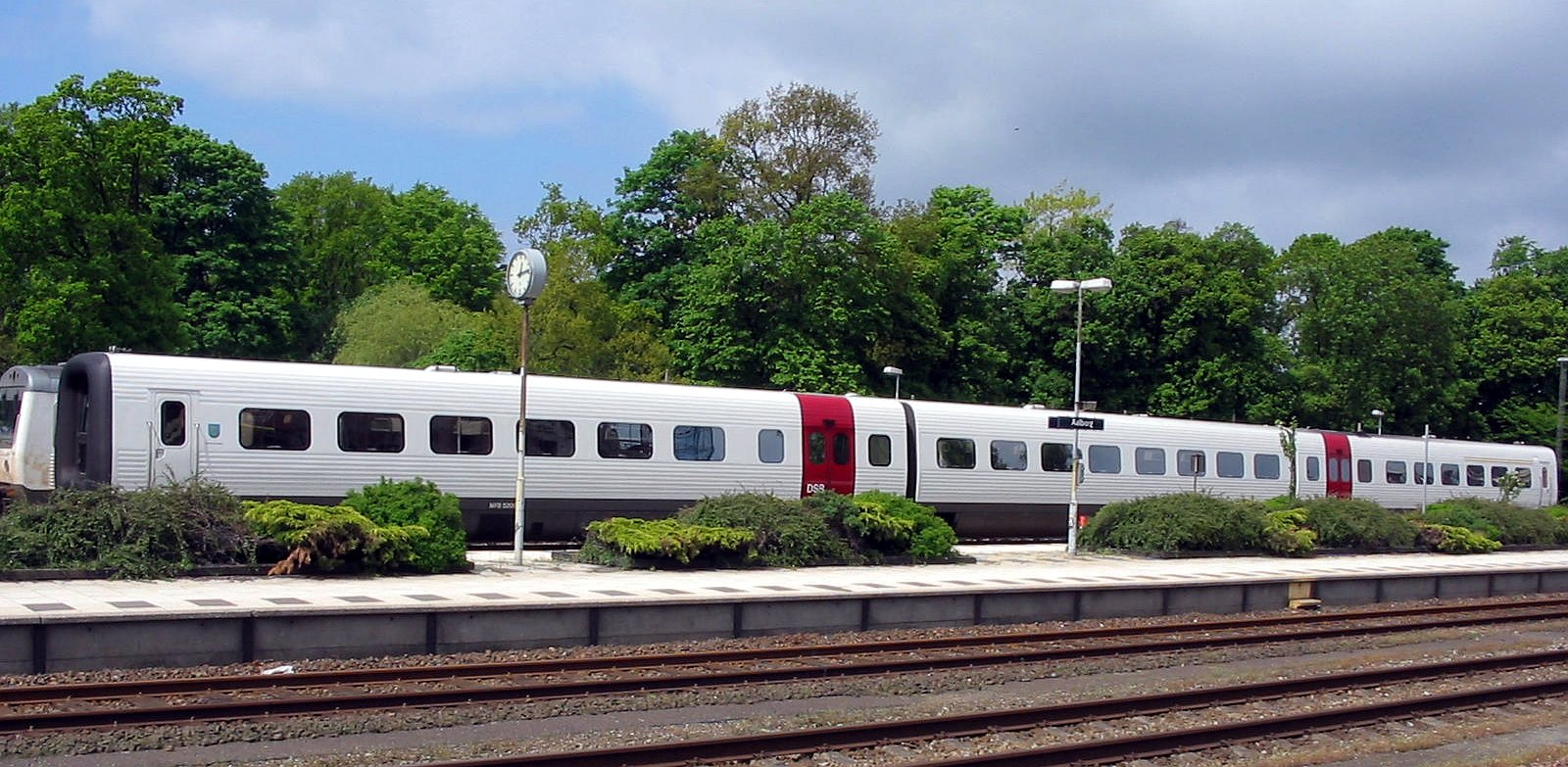
Los trenes IC3 fueron presentados en 1990.

En 1990, después de un retraso de varios años, los trenes IC3 entraron en uso, inicialmente como lyntog, y en 1991 como trenes normales intercity. Los trenes IC3, siendo un ejemplo del tipo Flexliner de múltiples unidades, tienen una apariencia distinta debido a la estructura final en goma, permitiendo el acceso entre distintos conjuntos de vagones cuando se han unido.
El puente del Gran Belt fue abierto para el tráfico ferroviario en 1997 (un año antes que para el tráfico por carretera), reemplazando los trenes-ferries de DSB. En 1997, los deberes infraestruturales fueron desviados a un nuevo organismo bajo el Ministerio de Transporte danés, Banestyrelsen (ahora: Banedanmark), dejando a DSB la tarea de operaciones de trenes. Un nuevo diseño fue presentado en 1998, así como el anuncio del plan "Buenos trenes para todos", buscando reemplazar los trenes antiguos y menos confortables para 2006/2007. DSB se convirtió en una corporación pública independiente el 1 de enero de 1999.
El departamento de mercancías de DSB, DSB Gods, se fusionó con Railion en 2001, y ahora DSB solamente administra el servicio ferroviario de pasajeros, incluyendo la gestión de las estaciones.

## Estructura corporativa

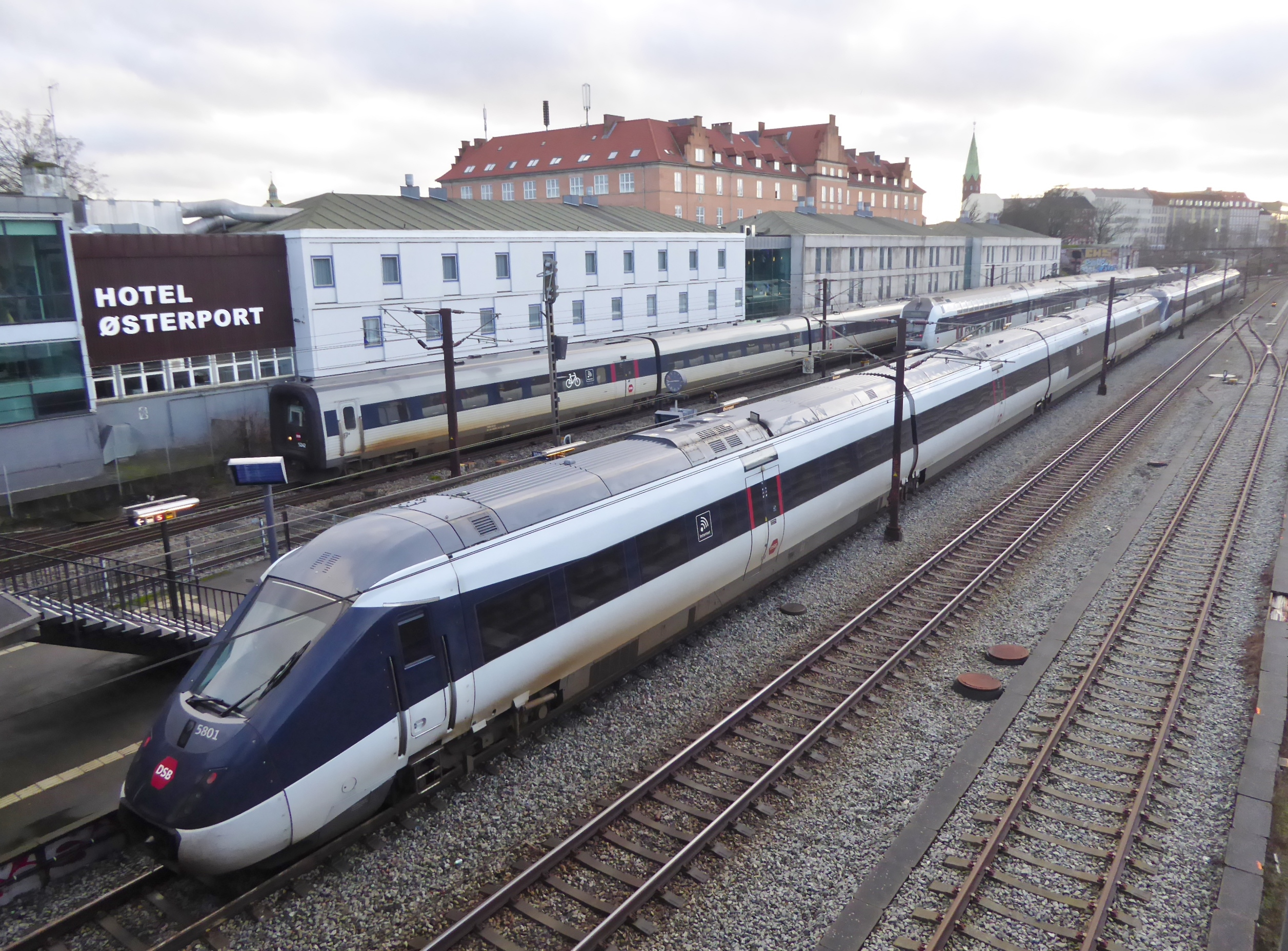
Los IC4 comenzaron a operar en 2019 y son capaces de alcanzar los 200 km/h.

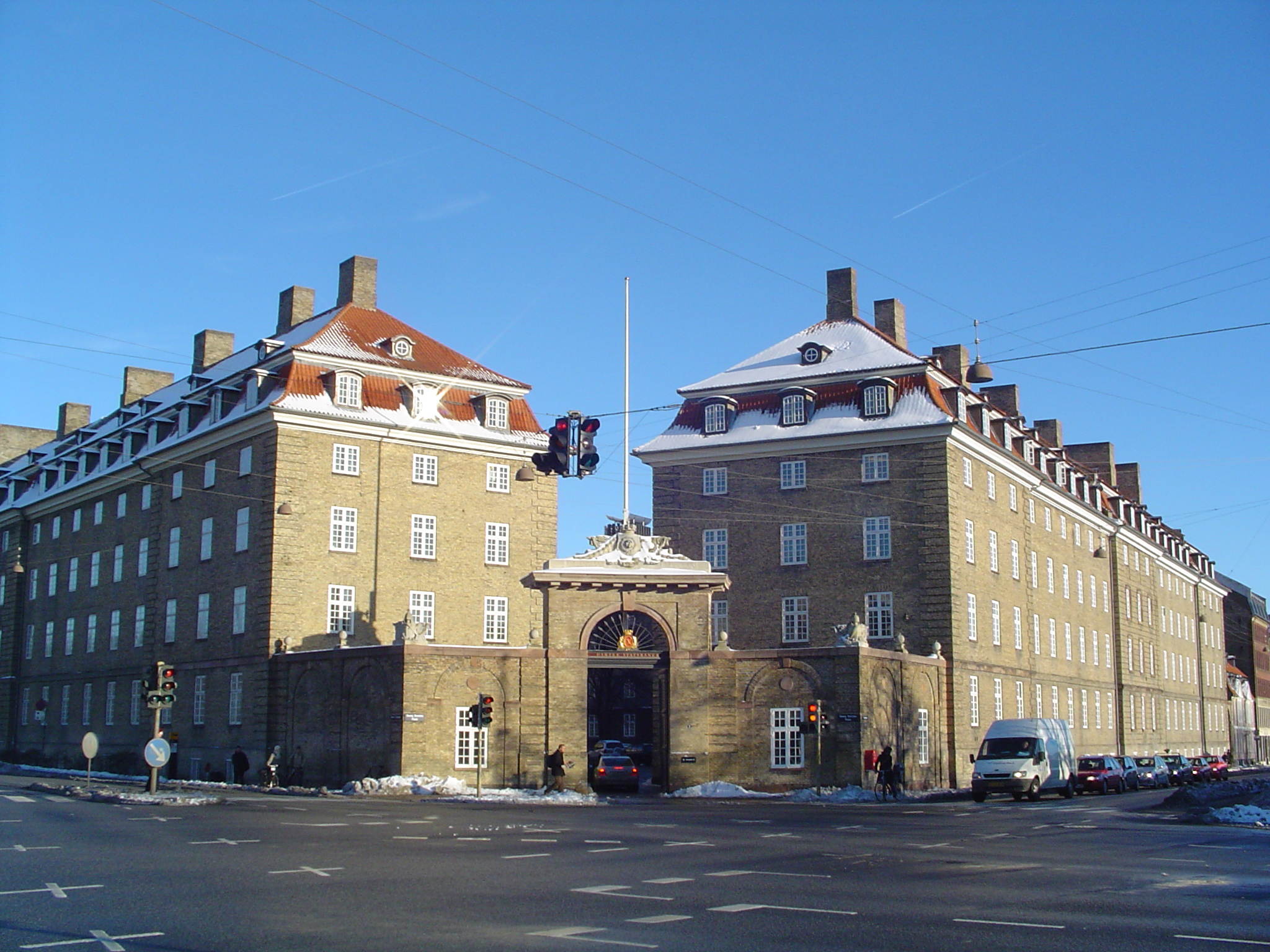
Sede central de DSB en Copenhague.

DSB es una corporación estatal pública e independiente bajo el Ministerio de Transporte y Energía danés. Esta ha sido la situación desde 1999, y es el resultado del deseo político de liberalizar los ferrocarriles daneses. Así, DSB ahora actúa para obtener beneficios económicos, aunque mantiene ciertos compromisos de servicio público a través de contratos con el Ministerio de Transporte y Energía.
Desde el 2005, DSB emplea alrededor de 9.000 personas. Keld Sengeløv, el antiguo presidente y director ejecutivo, murió debido a una enfermedad desconocida mientras viajaba con amigos en Escocia, Reino Unido el 3 de septiembre de 2006. Su sucesor es Søren Eriksen.

### Divisiones
- DSB Salg (ventas y marketing)
- DSB Produktion (operación y mantenimiento de trenes, excepto S-tog)
- DSB S-tog a/s (operación de la red S-tog)
- DSB Detail a/s (gestión de las tiendas en las estaciones de DSB)
- DSB International (operación de trenes en el extranjero)

## Servicios
DSB opera varios tipos de trenes de pasajeros, que oscilan en número de paradas y fuerza motriz. Aparte de los S-tog, los tipos disponibles para el público general son:
- Trenes regionales (RØ en el Este de Dinamarca, RV en el Oeste de Dinamarca; ØR en la región de Oresund)
- Trenes interregionales (IR)
- Trenes InterCity (IC)
- InterCityLyn (L) (trenes InterCity expresos)
- Trenes EuroCity (EC)
- Trenes EuroNight (EN)